# أولاد بوشيحة (عين عتيق)
أولاد بوشيحة هي إحدى مشيخات المملكة المغربية، تتبع جغرافيا لعمالة الصخيرات تمارة وإداريًا لعين عتيق. يقدر عدد سكانها بـ 1233 نسمة حسب الإحصاء الرسمي للسكان والسكنى لسنة 2004.